# Kate Ritchie
Katherine "Kate" Ritchie (Goulburn, 14 augustus 1978) is een Australisch actrice.
Ze werd bekend dankzij de soap Home and Away, waar ze het personage "Sally Fletcher" speelde tussen 1988-2008. Toen ze de serie verliet, stond ze tezamen met mede-acteur Ray Meagher ("Alf Stewart") in het Guinness Book of Records in de categorie "acteur/actrice die het langst een continue rol had in een Australische serie".